# Солароло
Солароло (итал. Solarolo) —  коммуна в Италии, располагается в регионе Эмилия-Романья, в провинции Равенна.
Население составляет 4336 человек (2008 г.), плотность населения составляет 167 чел./км². Занимает площадь 26 км². Почтовый индекс — 48027. Телефонный код — 0546.
Покровителем коммуны считается святой Себастьян, празднование 20 января.

## Демография
Динамика населения:

## Города-побратимы
- Рем-Нотр-Дам, Италия (1999)
- Кирххайм-на-Рисе, Германия (1999)

## Администрация коммуны
- Официальный сайт: http://www.comune.solarolo.ra.it/